# Paola Pitagora
Pour les articles homonymes, voir Pitagora.
Paola Pitagora, née Paola Gargaloni  le 24 août 1941 à Parme dans la région de l'Émilie-Romagne, est une actrice, chanteuse et romancière italienne.
Lauréate du Ruban d'argent de la meilleure actrice en 1970 pour son rôle de Cinzia dans le film noir Senza sapere niente di lei de Luigi Comencini, elle joue principalement au cours de sa carrière en Italie et en Europe, apparaissant notamment dans le drame Les Poings dans les poches (I pugni in tasca) de Marco Bellocchio, dans la comédie Fermate il mondo... voglio scendere! de Giancarlo Cobelli, dans le drame Désespérément l'été dernier de Silvio Amadio et dans le film policier Manœuvres criminelles d'un procureur de la république (Il vero è il falso) d'Eriprando Visconti, ainsi que dans les dix saisons de la série télévisée Les Destins du cœur (Incantisimo). En France, elle a notamment joué pour Jean-Pierre Mocky, José Giovanni, Marcel Carné ou Henri Verneuil dans plusieurs productions des années 1960 et 1970.

## Biographie

### Origines et formation
Paola Pitagora naît sous le nom de Paola Gargaloni à Parme dans la région de l'Émilie-Romagne en 1941. Elle suit les cours du Centro sperimentale di cinematografia et fréquente l'école de théâtre d'Alessandro Fersen (it). À la fin des années 1950, elle débute comme animatrice à la télévision italienne en présentant différentes émissions, comme Il giornale delle vacanze, Fuori l’orchestra, Aria di vacanze ou Cinema d’oggi. Elle compose, écrit et chante également des chansons pour enfants, comme La Zanzara ou La giacca rotta qui ont été réalisés pour le festival pour enfants Zecchino d'Oro.

### Carrière d'actrice
Paola Pitagora débute comme actrice au cinéma au début des années 1960 en obtenant plusieurs rôles secondaires et de figurations dans différents films italiens et européens, comme le péplum Messaline (Messalina Venere imperatrice) de Vittorio Cottafavi, le film de guerre Kapò de Gillo Pontecorvo, le drame Le Mauvais Chemin (La Viaccia) de Mauro Bolognini, le film d'espionnage Du suif dans l'Orient-Express (Schüsse im Dreivierteltakt d'Alfred Weidenmann ou le film historique Barabbas (Barabba) de Richard Fleischer dans lequel elle joue le rôle de Marie de Magdala. Elle joue également au théâtre, côtoyant notamment Marcello Mastroianni dans la comédie musicale Ciao Rudy ou jouant dans une adaptation de La Danse de mort (Dödsdansen) d'August Strindberg.
En 1965, elle obtient l'un des principaux rôles féminins du drame Les Poings dans les poches (I pugni in tasca) de Marco Bellocchio, aux côtés de Lou Castel et de Marino Masè. Le succès de ce film, aujourd'hui considéré comme l'un des films précurseurs des mouvements sociaux de 1968, lui offre une nouvelle notoriété en Italie. L'année suivante, elle joue aux côtés d'Alberto Sordi, Silvana Mangano, Giulietta Masina, Anita Ekberg et Laura Antonelli dans la comédie Scusi, lei è favorevole o contrario ? réalisé par Alberto Sordi lui-même. Elle apparaît ensuite dans la comédie Les Compagnons de la marguerite de Jean-Pierre Mocky et tient l'un des rôles principaux du film d'espionnage Cible mouvante (Bersaglio mobile) de Sergio Corbucci aux côtes de Ty Hardin et de Michael Rennie. En 1967, elle est l'héroïne principale de la série télévisée italienne à succès Les Fiancés (I promessi sposi). En 1967, elle collabore en Italie avec la Pioniiere Noi Donne dans la rubrique La Posta.
En 1969, elle tient le premier rôle féminin du film noir Senza sapere niente di lei de Luigi Comencini. Face à l'acteur français Philippe Leroy, elle incarne le personnage de Cinzia, une jeune femme instable, émotive et tourmentée, dont la détresse amoureuse et la fragilité morale vont la conduire à sa perte. Pour ce rôle, elle obtient le Ruban d'argent de la meilleure actrice en 1970.
Dans les années 1970, elle alterne à nouveau entre les premiers rôles et les rôles secondaires dans des productions européennes, principalement françaises et italiennes. En 1970, elle partage ainsi l'affiche de la comédie Fermate il mondo... voglio scendere! de Giancarlo Cobelli avec Lando Buzzanca et tient le rôle principal du drame Disperatamente l'estate scorsa de Silvio Amadio. Elle tourne l'année suivante dans le drame judiciaire Les Assassins de l'ordre de Marcel Carné qui est réalisé d'après le roman éponyme de l'écrivain Jean Laborde et dans lequel elle a pour partenaires Jacques Brel, Didier Haudepin et Roland Lesaffre. Elle participe également aux côtés de Jean-Claude Bouillon, Nicoletta et Jean Gaven au film policier Un aller simple de José Giovanni, adapté d'après le roman éponyme d'Henry Edward Helseth. En 1972, elle tourne avec Terence Hill et Martin Balsam dans le film policier Manœuvres criminelles d'un procureur de la république (Il vero è il falso) d'Eriprando Visconti. Elle obtient ensuite un petit rôle dans le film d'espionnage Le Serpent d'Henri Verneuil et un rôle secondaire dans un le film policier La Poursuite implacable (Revolver) de Sergio Sollima. En 1977, elle joue dans le drame Des Teufels Advokat de Guy Green qui est une adaptation au cinéma du roman L'Avocat du diable (The Devil's Advocate) de Morris West. Elle participe également à de nombreuses séries télévisées italiennes.
Dans les années 1980, elle se fait plus rare au cinéma ou elle apparaît uniquement le temps d'un rôle secondaire dans la comédie Aiutami a sognare de Pupi Avati aux côtés de Mariangela Melato et Anthony Franciosa. Elle diminue également sa présence à la télévision, jouant dans quelques séries et téléfilms, comme L'ospite inatteso de Daniele D'Anza réalisé d'après la pièce de théâtre Le Visiteur inattendu (The Unexpected Gues) d'Agatha Christie. Elle joue enfin au théâtre dans diverses pièces, comme Le Pélican (Pelikanen) d'August Strindberg
En 1992, elle donne la réplique à Piero Natoli et à sa fille Carlotta Natoli dans la comédie Gli assassini vanno in coppia. Elle apparaît ensuite en 1994 dans la comédie Même heure, l'année prochaine (Tutti gli anni una volta l'anno) de Gianfrancesco Lazotti, en 1995 dans le téléfilm Servo d'amore de Sandro Bolchi et en 1999 dans la comédie dramatique Non con un bang de Mariano Lamberti (it). C'est finalement la télévision qui lui offre son rôle le plus important. À partir de 1998, elle incarne la directrice de la clinique romaine Life dans la série télévisée Les Destins du cœur (Incantisimo). Cette série rencontre un grand succès en Italie, elle s'étale alors sur dix saisons jusqu'en 2007.
Depuis les années 2000, elle poursuit sa carrière à la télévision italienne ou elle obtient quelques rôles dans des séries télévisées, comme I cerchi nell'acqua d'Umberto Lenzi ou Gli anni spezzati de Graziano Diana (it). Elle travaille également comme actrice au théâtre et, depuis 2001, comme romancière. Elle a notamment écrit le roman Fiato d'artista. Dieci anni a Piazza del Popolo qui est inspiré de sa carrière.
Elle a une fille, Evita Ciri, qui travaille comme actrice.

## Filmographie

### Cinéma

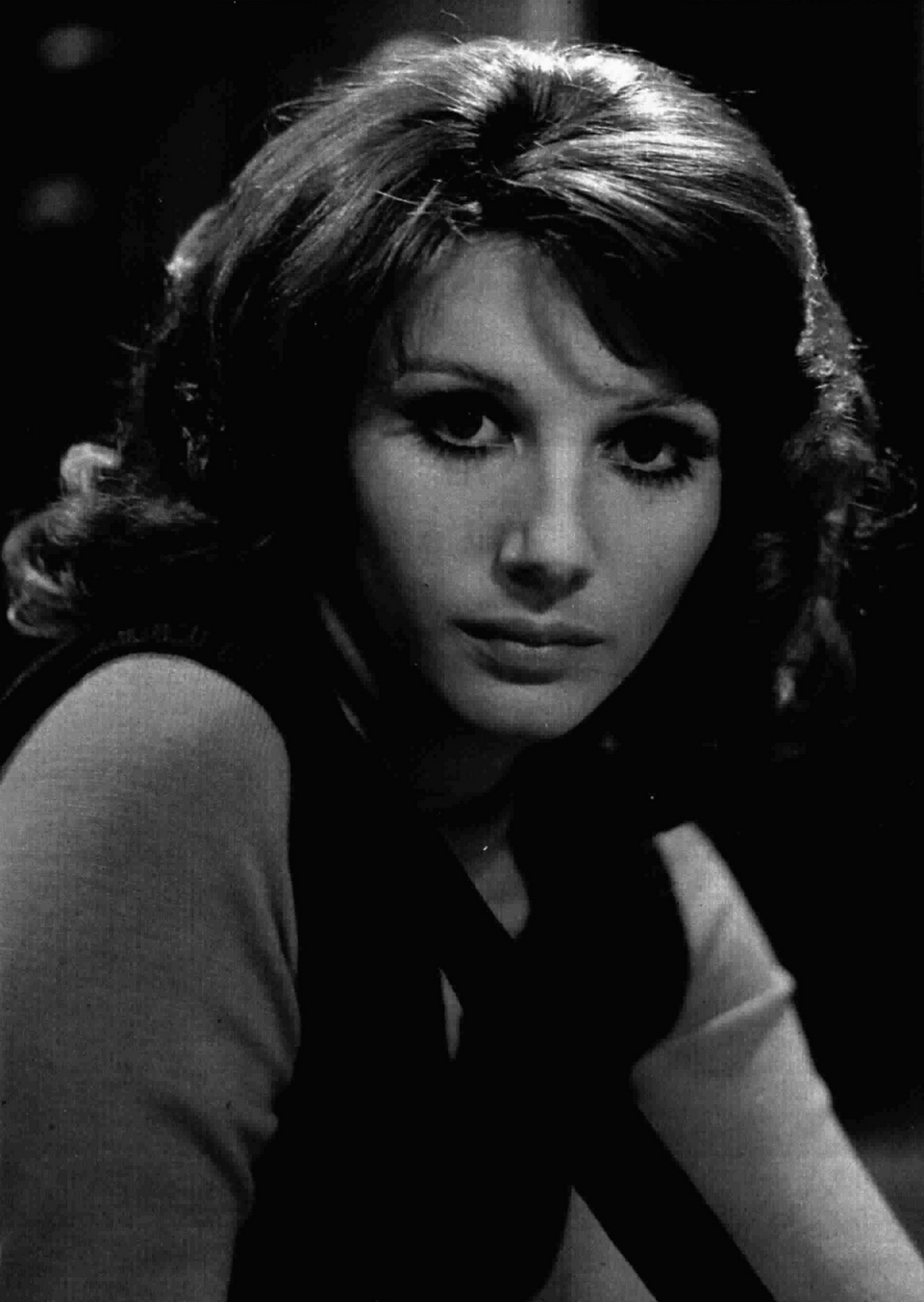
Portrait de l'actrice publié dans le magazine italien Radiocorriere TV en 1972

- 1959 : Le Miroir aux alouettes (Costa Azzurra) de Vittorio Sala
- 1960 : Messaline (Messalina Venere imperatrice) de Vittorio Cottafavi
- 1960 : Urlatori alla sbarra de Lucio Fulci
- 1961 : Kapò de Gillo Pontecorvo
- 1961 : Le Mauvais Chemin (La Viaccia) de Mauro Bolognini
- 1961 : Cronache del '22 de Stefano Ubezio
- 1961 : Barabbas (Barabba) de Richard Fleischer
- 1962 : Espions sur la tamise (Der Teppich des Grauens) d'Harald Reinl
- 1963 : La vita provvisoria de Vicenzo Gamma (it)
- 1963 : Ragazze di buona famiglia de Pierre Montazel
- 1963 : Cléopâtre (Cleopatra) de Joseph L. Mankiewicz
- 1964 : De l'amour de Jean Aurel
- 1965 : Du suif dans l'Orient-Express (Schüsse im Dreivierteltakt d'Alfred Weidenmann
- 1965 : Les Poings dans les poches (I pugni in tasca) de Marco Bellocchio
- 1966 : Scusi, lei è favorevole o contrario ? d'Alberto Sordi
- 1967 : Les Compagnons de la marguerite de Jean-Pierre Mocky
- 1967 : Cible mouvante (Bersaglio mobile) de Sergio Corbucci
- 1968 : Caroline chérie de Denys de La Patellière
- 1968 : Tenderly de Franco Brusati
- 1969 : Salvare la faccia de Rossano Brazzi
- 1969 : Senza sapere niente di lei de Luigi Comencini
- 1969 : À la recherche de Grégory (In Search of Gregory) de Peter Wood
- 1970 : Désespérément l'été dernier (Disperatamente l'estate scorsa) de Silvio Amadio
- 1970 : Fermate il mondo... voglio scendere! de Giancarlo Cobelli
- 1971 : Policeman de Sergio Rossi
- 1971 : Equinozio de Maurizio Ponzi
- 1971 : Un aller simple de José Giovanni
- 1971 : Les Assassins de l'ordre de Marcel Carné
- 1972 : Il sindacalista de Luciano Salce
- 1972 : Manœuvres criminelles d'un procureur de la république (Il vero è il falso) d'Eriprando Visconti
- 1973 : Le Serpent d'Henri Verneuil
- 1973 : La Poursuite implacable (Revolver) de Sergio Sollima
- 1973 : Un amore così fragile così violento de Leros Pittoni (de)
- 1974 : Service compris (Il domestico) de Luigi Filippo D'Amico
- 1977 : Des Teufels Advokat de Guy Green
- 1979 : Napoli storia d'amore e di vendetta de Mario Bianchi
- 1981 : Aiutami a sognare de Pupi Avati
- 1992 : Gli assassini vanno in coppia de Piero Natoli
- 1994 : Même heure, l'année prochaine (Tutti gli anni una volta l'anno) de Gianfrancesco Lazotti
- 1999 : Non con un bang de Mariano Lamberti (it)
- 2018 : Pane dal cielo de Giovanni Bedeschi : Ada

### Télévision

#### Séries télévisées

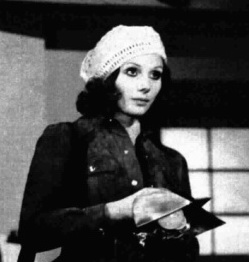
Paola Pitagora dans la série télévisée A come Andromeda en 1971

- 1967 : Les Fiancés (I promessi sposi)
- 1968 : Cristóbal Colón
- 1969 : Opération vol (It Takes a Thief ), épisode Who'll Bid Two Million Dollars ?
- 1970 : Le terre del sacramento
- 1972 : A come Andromeda de Vittorio Cottafavi
- 1973 : Il caso Lafarge
- 1975 : La traccia verde
- 1977 : Chiunque tu sia
- 1984 : All'ombra della grande quercia
- 1986–1987 : Atelier
- 1990 : Pronto soccorso
- 1998 : Provincia segreta de Francesco Massaro
- 1998-2007 : Les Destins du cœur (Incantisimo)
- 2006 : Il vizio dell'amore
- 2011 : I cerchi nell'acqua d'Umberto Lenzi
- 2012 : Le tre rose di Eva
- 2014 : Gli anni spezzati de Graziano Diana (it)

#### Téléfilms
- 1980 : L'ospite inatteso de Daniele D'Anza
- 1983 : Flipper d'Andrea Barzini
- 1995 : Servo d'amore de Sandro Bolchi

## Discographie
45 tours
- Il surf della camomilla/Ti chiederò (1964)
- Quando passo dalle parti tue/Ho visto (1964)
- La mia stradina/Il buio (1964)

33 tours
- Sputafuoristrega (1976)

## Publications
- Fiato d'artista. Dieci anni a Piazza del Popolo (2001)
- Antigone e l'onorevole (2004)
- Sarò la tua bambina folle (2006)

## Distinctions
- Nomination au National Society of Film Critics de la meilleure actrice en 1969 pour Les Poings dans les poches (I pugni in tasca).
- Ruban d'argent de la meilleure actrice en 1970 pour Senza sapere niente di lei.
- Prix Alghero Donna : prix spécial du jury en 2005.